# Louise Labèque
Louise Labèque (2003) es una actriz francesa popular por su participación en la película Zombi Child de 2019.

## Biografía
Labèque estudió en la escuela de teatro francesa Cours Florent durante tres años. El inicio de su carrera se remite al día en que unos "cazatalentos" de alguna productora audiovisual aparecieron en la escuela y uno de ellos le dio una tarjeta para pasar una prueba de reparto. En 2018, hizo su debut cinematográfico en Roulez jeunesse, el primer largometraje del director Julien Guetta. Ese mismo año, interpretó el papel de Marion Malinski en la comedia dramática Au bout des doigts dirigida por Ludovic Bernard.
En 2019 interpretó a Fanny, una de las protagonistas de la película de fantasía Zombi Child dirigida por Bertrand Bonello. Por su papel en la película incluyeron a Labèque en la lista de finalistas para competir por el Premio César a la Actriz Más Prometedora. No obtuvo la nominación.
En 2021 y 2022, interpretó el papel de Lisa Dayan en la serie de televisión En thérapie, creada por Olivier Nakache y Éric Toledano.
También en 2022, Labèque interpretó el papel principal en la película Coma dirigida por Bertrand Bonello; su segunda colaboración después de Zombi Child.
También participó en el rodaje de Annie Colère dirigida por Blandine Lenoir, y Toni, en famille del director Nathan Ambrosioni.

## Filmografía

### Películas
| Año  | Título             | Papel           | Director(a)       | Notas        | Ref(s)             |
| ---- | ------------------ | --------------- | ----------------- | ------------ | ------------------ |
| 2018 | Roulez jeunesse    | Tina Dalmerac   | Julien Guetta     |              | [ 2 ]              |
| 2018 | Au bout des doigts | Marion Malinski | Ludovic Bernard   |              | [ 1 ]              |
| 2019 | Zombi Child        | Fanny           | Bertrand Bonello  |              | [ 2 ]              |
| 2021 | Le Têtard          | Jessie          | Nathalie Lenoir   | Cortometraje | [ 2 ] [ 20 ] [ 7 ] |
| 2022 | Coma               | La chica joven  | Bertrand Bonello  |              | [ 2 ]              |
| 2022 | Annie Colère       |                 | Blandine Lenoir   |              | [ 1 ]              |
| 2023 | Toni, en famille   |                 | Nathan Ambrosioni |              | [ 1 ]              |

### Televisión
| Año       | Título      | Papel      | Notas       |
| --------- | ----------- | ---------- | ----------- |
| 2021–2022 | En thérapie | Lisa Dayan | 4 episodios |

## Premios
| Año  | Premio / Festival    | Categoría              | Película  | Resultado |
| ---- | -------------------- | ---------------------- | --------- | --------- |
| 2021 | Festival Jean-Carmet | Actriz Más Prometedora | Le Têtard | Candidata |
| 2022 | Vertigo Film Fest    | Mejor Interpretación   | Le Têtard | Ganadora  |